# Rune Gustafsson
Rune Urban Gustafsson (né le 25 août 1933 à Göteborg et mort le 15 juin 2012 à Stockholm) était un guitariste, compositeur de jazz et acteur suédois.

## Éléments biographiques
Sa carrière musicale commence à Göteborg avec le batteur Bert Dahlander (en)[réf. souhaitée].
Dans les années 1950, il déménage à Stockholm et collabore avec Putte Wickman (sur l'EP Swedish Jazz Kings en 1957), l'Arne Domnérus Radiobandet et le Radiojazzgruppen. Il devient un musicien de studio très convoité[réf. souhaitée].
Son premier disque, Young Guitar (Metronome, MLP 15072), sort en 1961 et voit la participation de Arne Domnérus, Jan Johansson, Jimmy Wood, Bjarne Nerem, Börje Fredriksson et Jan Allan.
Son second album Rune at the Top sort en 1969 avec le norvégien Jon Christensen à la batterie. À partir des années 1970, il va multiplier les collaborations avec de nombreux jazzmen, tels que Arne Domnérus (Dialog, 1972), Zoot Sims (The Sweetest Sounds, 1979), Niels-Henning Ørsted Pedersen (Just the Way You Are, 1980), ou encore Jan Allan et Georg Riedel (Sweet and Lovely, 1993).
Sur Rune Gustafsson Himself Plays Gilbert O'Sullivan (1972), il rencontre Egil Johansen (en), avec qui il va beaucoup travailler par la suite, notamment sur Killing Me Softly (1973) et Move (1977, nommé Gyllene skivan et pour lequel il obtient un disque d'or[réf. nécessaire]). Il compose également des musiques de film : Mannen som slutade röka (1972), Släpp fångarne loss, det är vår! (en) (1975) et Söndagsbarn (1992).
En 1976, il collabore avec Red Mitchell et Ed Thigpen, le batteur de Duke Ellington, sur On a Clear Day (Sonet, SLP 2581).
Rune Gustafsson a été récompensé par le prix commémoratif Albin Hagström (en) (1997), la bourse Thore Ehrling (en) (2001), le prix Guitarpeople's (2004), le Lars Gullin Award (2009) et le prix Monica Zetterlund (2010),.
Il meurt de maladie en 2012.

## Discographie

### Musiques de film
- 1972 - Mannen som slutade röka
- 1975 - Släpp fångarne loss, det är vår! (en)
- 1992 - Söndagsbarn

### Albums solo
- 1961 : Young Guitar (Metronome (en), MLP 15072)
- 1969 : Rune at the Top (Metronome)
- 1972 : Rune Gustafsson Himself Plays Gilbert O'Sullivan (Sonet)
- 1973 : Killing Me Softly (Sonet)
- 1974 : Out of My Bag (Sonet)
- 1975 : Rune Gustafsson Plays Stevie Wonder (Sonet)
- 1976 : On a Clear Day (Sonet, SLP 2581)
- 1977 : Move (Sonet)
- 1982 : La Musique (Sonet)
- 1989 : String Along with Basie (Sonet)
- 1993 : Rune Gustafsson (Eagle)
- 1998 : Trio (Classic Hawk)

### Collaborations
Avec Putte Wickman
- 1958 : Swedish Jazz Kings (EP)

Avec Annica Risberg (en)
- 1985 : Melodierna Du Minns (Musikladan, ML 202)

Avec Arne Domnérus
- 1972 : Dialog (Megafon)
- 1974 : Svarta Får (Sonet)
- 1977 : Jazz I Kyrkan (Sonet)
- 1979 : Vårat Gäng (Sonet)
- 1983 : Conversation (Polar)
- 1983 : Altihop (Phontastic) – avec Visby Big Band
- 1985 : Portrait of Porter (Phontastic, PHONT 7561) - avec Georg Riedel
- 1991 : Sketches of Standards (Proprius)
- 1994 : Heartfelt (Proprius) – avec Gustaf Sjökvist
- 1996 : Swedish Rhapsody (Phontastic)
- 1996 : Himlajord (Gazell)
- 1998 : Reflection of Songs (Pama records)

Avec Niels-Henning Ørsted Pedersen
- 1980 : Just the Way You Are (Sonet)

Avec Zoot Sims
- 1979 : The Sweetest Sounds (Sonet, SNTF 819)
- 1985 : In a Sentimental Mood (Sonet, SNTF 932)

Avec Jan Allan et Georg Riedel
- 1993 : Sweet and Lovely (Dragon)
- 1998 : Software (Dragon)
- 2004 : Remembering Lars Gullin (JAM Produktion) - avec Gunnel Mauritzson

Avec Sylvia Vrethammar
- 1995 : Something My Heart Might Say (Four Leaf Clover)

Avec Kenneth Arnström
- 1997 : Hittin' The Roots (Phontastic)

## Filmographie

### Acteur
- 1964 - Svenska bilder (sv)
- 1975 - Släpp fångarne loss, det är vår! (en)